# Венецуела на Светском првенству у атлетици на отвореном 2009.
Венецуела је учествовала на 12. Светском првенству у атлетици на отвореном 2009. одржаном у Берлину 15. до 23. августа десети пут, односно није учествовала 1993 и 2005. године. Репрезентацију Венецуеле представљало је двоје учесника (1 мушкарац и 1 жена) који су се такмичили у једној тркачкој и једној техничкој дисциплини.
На овом првенству Венецуела није освојила ниједну медаљу, нити је оборен неки рекорд.

## Учесници
| Мушкарци: - Едуар Виљануева — 800 м | Жене: - Роса Родригез — Бацање кладива |  |

## Резултати

### Мушкарци
| Атлетичар       | Дисциплина | Лични рекорд | Квалификације | Квалификације | Полуфинале           | Полуфинале           | Финале               | Финале       | Детаљи |
| Атлетичар       | Дисциплина | Лични рекорд | Резултат      | Место         | Резултат             | Место                | Резултат             | Место        | Детаљи |
| --------------- | ---------- | ------------ | ------------- | ------------- | -------------------- | -------------------- | -------------------- | ------------ | ------ |
| Едуар Виљануева | 800 м      | 1:46,33      | 1:48,61       | 6. у гр. 1    | Није се квалификовао | Није се квалификовао | Није се квалификовао | 41 / 48 (51) |        |

### Жене
| Атлетичарка   | Дисциплина     | Лични рекорд | Квалификације | Квалификације | Финале                | Финале       | Детаљи |
| Атлетичарка   | Дисциплина     | Лични рекорд | Резултат      | Место         | Резултат              | Место        | Детаљи |
| ------------- | -------------- | ------------ | ------------- | ------------- | --------------------- | ------------ | ------ |
| Роса Родригез | Бацање кладива | 69,06 НР     | 65,88         | 16. у гр. Б   | Није се квалификовала | 29 / 38 (41) |        |